# Batalla de Cap-Français (1793)
La Batalla de Cap-Français fue un enfrentamiento bélico ocurrido en la colonia francesa de Saint-Domingue (actual Haití). 

## Antecedente

### Llegada de los comisarios a Saint-Domingue
El 17 de septiembre de 1792, los comisarios Léger-Félicité Sonthonax , Étienne Polverel y Jean-Antoine Ailhaud desembarcaron en Cap-français con 6.000 hombres del ejército republicano francés. Su misión era pacificar Saint-Domingue y hacer cumplir la ley del 4 de abril, que proclamó el derecho al voto de las personas libres, incluidos negros y mulatos, e impuso la disolución de la asamblea colonial sólo para blancos.
Sonthonax permaneció en su puesto en el Cabo Francés, mientras que Polverel partió para una inspección en Puerto Príncipe en octubre. Allhaud se fue al sur de la colonia pero regresó rápidamente a Francia después de enfermarse.

### Operaciones militares contra la revuelta
Los 6.000 soldados franceses, la mitad compuestos por tropas de línea y la otra mitad por voluntarios, recibieron la orden de reprimir las insurrecciones de los esclavos negros sublevados en el noroeste de la isla y comandados por Jean-François Papillon y Georges Biassou . Pero estas tropas, desacostumbradas al clima, fueron rápidamente diezmadas por la fiebre amarilla. Dos meses después de su desembarco, escribe el general Lacroix, "fueron recogidos 3.000" de los 6.000 hombres.
Todas las fuerzas republicanas francesas estaban bajo el mando del general Étienne Maynaud de Bizefranc de Laveaux, quien entró en la campaña contra los esclavos sublevados en enero de 1793. En las batallas de Morne Pelé y Tannerie Laveaux derrotó a los revolucionarios y reconquistó rápidamente las llanuras del norte. Sin embargo, los insurgentes se habían aliado con los españoles y las tropas españolas se incorporaron como auxiliares en su ejército. En los meses siguientes, los franceses comienzan a perder el terreno ganado.

### Posiciones de los comisionados sobre la esclavitud
Sonthonax y Polverel estaban cerca de Brissot , un notorio abolicionista y miembro de la Sociedad de Amigos Negros . Los propios comisionados eran miembros del Club Jacobino, que promovió la creación de clubes revolucionarios en Saint-Domingue que atrajeron a muchos blancos pobres o llamados "Petits Blancs". Por el contrario, los ricos propietarios de esclavos o "Grands Blancs" solían ser realistas y, por lo tanto, hostiles a las actividades jacobinas.
Aunque ellos mismos abolicionistas, Sonthonax y Polverel no tenían autoridad para abolir la esclavitud, ni el gobierno francés tenía la intención de hacerlo. Sonthonax no creía en la abolición inmediata y escribió que tal acción "conduciría inevitablemente a la masacre de todos los blancos".

### Deportación de Gobernadores y disolución de la Asamblea colonial
Según la ley del 10 de agosto, todo aquel que se opusiera a los comisionados era declarado "traidor a la patria". Los comisionados tenían todo el poder para deportar a sus oponentes. Sonthonax arrestó el 20 de septiembre al gobernador Philippe François Rouxel de Blanchelande , sospechoso de conspiración, quien luego fue deportado a Francia donde fue guillotinado el 11 de abril de 1793. Fue reemplazado por el general d'Esparbes, un monárquico, que intentó provocar una insurrección. cuando se enteró de la caída de la monarquía en la Insurrección del 10 de agosto de 1792. Luego fue arrestado y deportado.
El 12 de octubre, la asamblea colonial de solo blancos fue disuelta y reemplazada por una comisión compuesta por blancos y personas libres de color. Esta medida reúne a las personas libres de color a los comisionados. Sonthonax buscó integrar a los oficiales mulatos en el Regimiento del Cabo, entonces completamente compuesto por blancos, que se resistían a la integración. Durante un desfile en el pueblo, mulatos y blancos del regimiento del Cabo se enfrentaron en un tiroteo. La autoridad de los comisionados solo pudo restablecerse con la ayuda del general Laveaux.

### Aumento de la insatisfacción de los colonos contra los comisionados
Estas medidas, favorables a los mulatos y libres de color, provocaron la irritación de los "Grands Blancs" que temen la abolición de la esclavitud.
Aunque este mensaje es generalmente falso, los colonos fueron cada vez más hostiles a los comisionados. Los "blanquitos", republicanos, les fueron al principio favorables, pero son tan hostiles como los "grandes blancos" a los mulatos ya los hombres libres de color, a quienes odian aún más que a los primeros. También los "blancos grandes" y los "blancos pequeños", antes enemigos, se aliaron contra los comisarios, los mulatos y la gente libre de color.

### Primeras revueltas
El 25 de enero de 1793, en Puerto Príncipe, los colonos, dirigidos por Borel, armaron a sus esclavos, se unieron a los soldados del regimiento de Artois y se hicieron dueños de la ciudad. Los colonos envían entonces un correo a Londres y se declaran dispuestos a pasar bajo la soberanía del Reino de Gran Bretaña a cambio de la conservación de sus leyes. Las tropas leales a los comisionados comandados por los generales Lassale y Beauvais ponen entonces el sitio a la ciudad el 14 de abril de 1793.
Los colonos de Jérémie en el sur de la isla se rebelan a su vez, forman un gobierno que toma el nombre de "Federación de Grande Anse", arman a sus esclavos y masacran a los libres de color, cuyas cabezas son traídas con palas y expuestas. en Fuerte Lapointe. La junta directiva forma un ejército compuesto por blancos comandados por La Chaise y negros comandados por Noël Bras. Para reprimir esta rebelión, los comisarios también organizan un ejército comandado por el mulato André Rigaud. Los mulatos y los libres de color también arman a sus esclavos y, dirigidos por Rigaud, toman posesión de Jacmel pero no logran tomar a Jerémie.

## La insurrección de los blancos en Cabo
El 7 de mayo de 1793, mientras los comisionados estaban ocupados luchando contra la rebelión en el sur, el general de brigada François Thomas Galbaud-Dufort, del ejército republicano, desembarcó en Cap-Français para ocupar el cargo de gobernador. Este nombramiento despierta las esperanzas de los colonos porque Galbaud no muestra ningún favor por los mulatos y las personas libres. Los colonos muestran cada vez más abiertamente su oposición a los comisionados, y Sonthonax y Polverel deben regresar apresuradamente a Ciudad del Cabo el 10 de junio. Blancos y mulatos están entonces al borde del enfrentamiento.
Los comisarios empiezan echando a Galbaud, es criollo; sin embargo, según la ley de abril, los criollos no pueden desempeñar funciones públicas en las colonias. Galbaud se somete y el 13 de junio se embarca en el barco Normandía, que debe partir hacia Francia. Esta partida desespera a los colonos, pero el descontento gana también a los marineros y soldados de la Armada Republicana. Había surgido una disputa entre un oficial de la marina y un mulato, los marineros se quejan a los comisionados pero estos se niegan a intervenir en el caso lo que provoca el enfado de los marineros. Su resentimiento contra los comisarios aumenta aún más porque no soportan la prohibición que se les hizo de permanecer en tierra durante la noche.
Exasperados, colonos y marineros enviaron el 19 de junio una delegación a Galbaud para pedirle que encabezara la insurgencia que se preparaba contra los comisarios y mulatos. Galbaud aceptó, y en la noche del 19 al 20 de junio llegó a Cap-Français con los marineros junto con los colonos. Pronto Galbaud estaba al frente de 2.000 a 3.500 hombres.
Alertados, los soldados mulatos toman las armas, decididos a defender a los comisarios. Se están produciendo feroces batallas callejeras, pero enfermo, el general Lavaux no puede venir a asegurar el mando que luego es confiado por los comisionados al coronel mulato Antoine Chanlatte, asistido por el oficial negro Jean-Baptiste Belley , conocido como "Mars Belley".

## Ofensiva de esclavos
Después de dos días de lucha, los comisionados evacuaron Ciudad del Cabo y se retiraron a Upper Cape. Allí establecieron su cuartel general en la plantación Breda. Sin fuerzas, los dos comisionados decidieron pedir ayuda a los esclavos rebeldes contra los que habían luchado anteriormente, ofreciendo la emancipación a cambio de ayuda. Sonthonax escribió la siguiente proclamación:
Declaramos que la voluntad de la República Francesa y de sus delegados es dar la libertad a todos los guerreros negros que lucharán por la República bajo las órdenes de los comisarios civiles, contra España u otros enemigos, sean del interior o del exterior... Todos los esclavos declarados libres por la República serán iguales a todos los hombres libres, tienen los derechos de ciudadanos franceses.
La proclama fue confiada al oficial mulato Antoine Chanlatte quien, acompañado de dos aventureros blancos, Ginioux y Galineux Degusy, la entregó a los esclavos rebeldes que acampaban en las alturas de Morne du Cap.
El 21 de junio, 10.000 esclavos rebeldes comandados por Macaya y Pierrot fundaron Cap-français, donde los blancos insurgentes fueron completamente aplastados. Huyeron y abordaron los barcos en gran confusión en el retiro de los marineros se emborracharon y saquearon varias casas y comercios que ocupaban.
Los combates del 21 de junio son los más sangrientos, hay 500 cadáveres, varios caen o son arrojados al mar donde son devorados por tiburones. Los comisarios deciden enviar al hijo de Polverel a negociar con los insurgentes. Pero Galbaud se niega a cualquier discusión y mantiene prisionero al emisario, poco después de que los hombres leales a los comisarios se lleven al hermano de Galbaud. Sonthonax está dispuesto a aceptar un canje de prisioneros pero Polverel se niega, según testigos con lágrimas en los ojos dice: "No, mi hijo no puede ser canjeado por un culpable".
En la confusión, un grupo de negros intenta quemar una prisión para liberar a muchos de sus prisioneros, pero las llamas van ganando otros hogares y casas de lo que se consideraban las ciudades más hermosas de las Indias Occidentales son destruidas.

## Saqueo de Cap-Français
La ciudad fue sometida a varios días de pillaje. El saqueo y la posterior quema se han descrito en numerosas memorias y diarios y otras obras contemporáneas, en particular por HD de Saint-Maurice, editor del Moniteur général de la partie française de Saint-Domingue. Se conocieron varias escenas del saqueo, como cuando los rebeldes se pusieron la ropa de las casas particulares y el traje de la Comédie du Cap.
Durante el saqueo e incendio de la ciudad, muchos civiles perdieron la vida y fueron "masacrados", según algunos testigos presenciales. La mayoría de la población civil blanca (así como algunas de las ricas gentes de color libres ) se refugiaron en los barcos que se habían agolpado en el puerto de la ciudad esperando el permiso del comisionado para partir, y abandonaron la isla con ellos.
Muchos de los edificios más famosos se perdieron durante el incendio de Cap-Français de 1793 del 21 al 26 de junio, entre ellos la Comédie du Cap y la Communauté des Religieuses Filles de Notre-Dame du Cap-Français.

## Conclusión
El 24 de junio, Galbaud y los supervivientes, varios miles, se embarcaron en los barcos Aeolus y Jupiter y en varias fragatas en el puerto de Ciudad del Cabo. De allí huyeron a Estados Unidos donde encontraron refugio.
Los comisionados tomaron posesión de Cap-Français, pero la ciudad apodada "la joya de las Indias Occidentales" fue destruida en cinco sextos. Sin embargo, esperaban ganar la reunión de los esclavos rebeldes, pero pronto se sintieron decepcionados. Algunos aceptan pero la mayoría ha regresado a las montañas con su botín. Se envían correos a Jean-François Papillon y Georges Biassou pero se niegan a reconocer la República, se declaran realistas y súbditos del Rey de España ya que el Rey de Francia había sido ejecutado. Contactado, Toussaint Louverture se negó a reunir a los "traidores republicanos" y escribió que "los negros querían servir a un rey y el Rey de España le ofreció su protección".